# Đồng Xương Công chúa
Đồng Xương Công chúa (chữ Hán: 同昌公主; 849 - 870), Công chúa nhà Đường, con gái của Đường Ý Tông Lý Thôi. Bà được biết đến là Công chúa được Đường Ý Tông yêu thương nhất.

## Tiểu sử
Đồng Xương Công chúa sinh vào ngày 3 tháng 7 (âm lịch) năm Đại Trung thứ 3 (849), mẹ là Quách Thục phi, vào lúc này Đường Ý Tông vẫn còn là Ôn vương. Khi Công chúa khoảng 3 tuổi, mãi vẫn không biết nói. Một ngày, khi Công chúa buột miệng nói với Ôn vương là: [Đắc hoạt; 得活], thì liền có tin Đường Tuyên Tông băng hà, nghi giá đến đón Ôn vương lên ngôi.
Năm Hàm Thông thứ 9 (868), Đồng Xương Công chúa hạ giá lấy Tân khoa Tiến sĩ Vi Bảo Hành. Lễ thành hôn của con gái yêu, Đường Ý Tông ban tặng rất nhiều vàng bạc, châu báu làm của hồi môn, cùng với một cung điện lớn, nhà họ Vi cưới được Công chúa cũng từ đó vinh hiển hơn bao giờ hết. Vì cưới được Đồng Xương Công chúa, Vi Bảo Hành được phép ra vào trong cung và thường xuyên dự yến tiệc với Quách Thục phi, từ đây xuất hiện tin đồn bà thường qua lại với Bảo Hành để tư thông.
Năm Đại Thuận nguyên niên (870), tháng 8, Đồng Xương Công chúa lâm bệnh qua đời, hưởng niên 21 tuổi. Đường Ý Tông cảm thấy đau buồn và tức giận, đã cho giết Hàn Lâm Y quan Hàn Tông Thiệu và hơn 20 người khác do không tận tình cứu chữa cho Công chúa; thân tộc của họ bị giam vào ngục ở Kinh Triệu. Tể tướng Lưu Chiêm và Phủ doãn Kinh Triệu là Ôn Chương nghe tin đều dâng lời can gián, nhưng Ý Tông không nghe.
Sang năm sau (871), triều đình tổ chức lễ tang cho Đồng Xương Công chúa, truy tặng là Vệ Quốc Văn Ý Công chúa (衛國文懿公主). Chi phí dùng cho buổi lễ này cực kì tốn kém, thể hiện sự xa xỉ tột cùng của Ý Tông. Do triều đình hỏa táng công chúa và đốt theo rất nhiều vàng bạc nên nhà họ Vi cũng thừa nước đục thả câu, tranh thủ kiếm chác được rất nhiều kim ngân còn sót lại từ trong đống tro tàn. Ý Tông còn dùng quần áo, phục sức mỗi loại 120 cái để chôn theo Công chúa, còn cẩm tú, châu ngọc cùng nhiều vật dụng khác cũng nhiều vô kể, đến nỗi những người đứng cách xa 120 lý cũng nhìn thấy ánh sáng từ những vật dụng này chiếu vào mắt. Ý Tông còn ban 100 hộc rượu, bánh và 40 con thác đà cho nhà họ Vi.
Sau khi Công chúa qua đời, nhà họ Vi vẫn được Ý Tông đối xử rất tử tế. Không lâu sau, Lưu Chiêm bị bãi làm Khang Châu Thứ sử rồi lại bị đày ra Hoan châu; và Ôn Chương bị bãi làm Chấn Chân Tư mã, uất ức tự vẫn. Các đại thần thân tín với Lưu Chiêm như Cao Tương, Dương Tri Chí, Ngụy Đương đều bị đày đến Lĩnh Nam do sự xúi giục của Vi Bảo Hành. Sau đó Bảo Hành còn hợp mưu với Lộ Nham hạ độc giết chết Lưu Chiêm. Vi Bảo Hành làm Tể tướng quyền to và rất được tín nhiệm, cùng với Lộ Nham nắm quyền triều chính. Nhưng sau đó thì hai người bất hòa với nhau, Bảo Hành tố cáo Lộ Nham trước mặt Đường Ý Tông, khiến Nham bị biếm làm Tiết độ sứ Tây Xuyên. Từ đó một mình Vi Bảo Hành nắm quyền, chuyên quyền bất pháp, hãm hại những người không cùng phe cánh, uy chấn trong ngoài, tham ô hối lộ khiến nền chính trị ngày một xuống dốc.